# Anatolii Herei
Anatolii Herei (ucraineană Анатолий Герей; n. 31 martie 1989, Ujhorod) este un scrimer ucrainean, laureat cu aur pe echipe la Campionatul Mondial de Scrimă din 2015.
S-a născut într-o familie de scrimeri: tatăl său și unchiul său au fost maestri emeriti ai sportului pentru Uniunea Sovietică și au devenit antrenori de scrimă; verișoara sa Iulianna este o floretistă.

## Palmares
Clasamentul la Cupa Mondială
| An  | 2009 | 2010 | 2011 | 2012 | 2013 | 2014 | 2015 |
| --- | ---- | ---- | ---- | ---- | ---- | ---- | ---- |
| Loc | 308  | 84   | 40   | 40   | 63   | 35   | 61   |

## Legături externe
- Materiale media legate de Anatolii Herei la Wikimedia Commons
- en  Prezentare Arhivat în 13 august 2014, la Wayback Machine. la Confederația Europeană de Scrimă
- en Anatolii Herei la Olympedia.org